# 6443 Harpalion
6443 Harpalion è un asteroide troiano di Giove del campo troiano. Scoperto nel 1988, presenta un'orbita caratterizzata da un semiasse maggiore pari a 5,2409570 au e da un'eccentricità di 0,1263381, inclinata di 9,50087° rispetto all'eclittica.
L'asteroide è dedicato a Arpalione, condottiero alleato dei Troiani.